# Sarcocapnos enneaphylla
Sarcocapnos enneaphylla es una especie de plantas de la familia Papaveraceae. 

## Descripción
Planta vivaz más o menos rastrera, de base leñosa y tallos flexibles y cespitosos. Hojas largamente pecioladas, compuestas, con segmentos oval redondeados, casi acorazonados y acabados en punta. Flores blancas o amarillentas, purpúreas en el extremo. Sépalos escariosos. Pétalos externos mucho más largos, bilobulados. El pétalo superior provisto de un espolón corto inflado en el ápice. Ovarios con dos óvulos. Fruto alargado, comprimido, con tres nervios y dehiscente. Florece desde el invierno hasta el verano.

## Distribución y hábitat

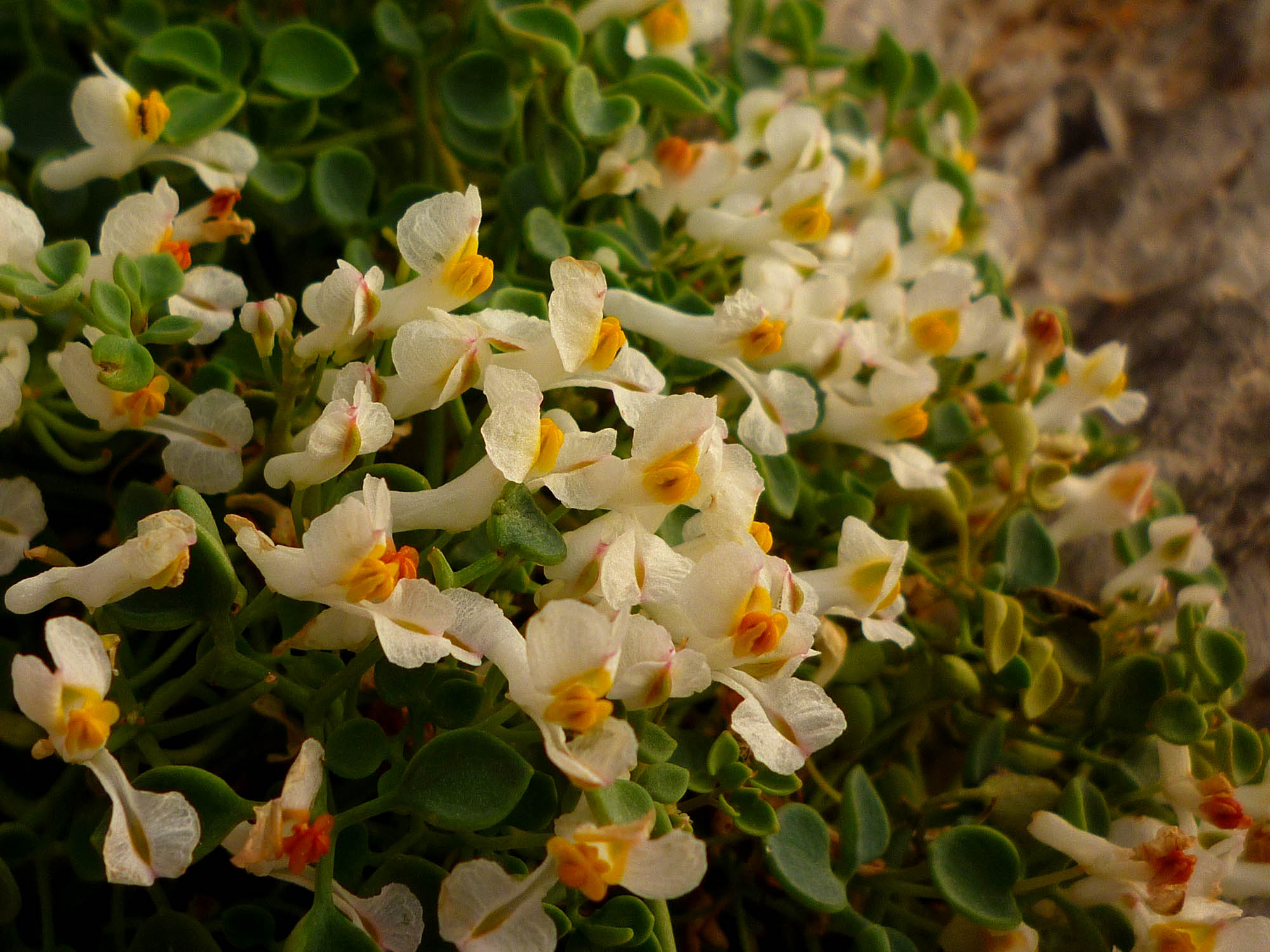
Sarcocapnos enneaphylla en flor en El Portús, Cartagena, España.

En la península ibérica. Arraiga en rocas y hendiduras de escarpes, generalmente en muros de tipo calizo.

## Fitoquímica
Se aisló de esta planta la aristoyagonina.

## Taxonomía
Sarcocapnos enneaphylla  fue descrita por (L.) DC.  y publicado en Syst. Nat. 2: 129 1821. 
Citología
Número de cromosomas de Sarcocapnos enneaphylla (Fam. Papaveraceae) y táxones infraespecíficos: 2n=c.32
Sinonimia
- Corydalis enneaphylla (L.) DC.
- Fumaria enneaphylla L.[5]

## Nombres comunes
- Castellano: albaques de la reina, fumaria con hoja de corazón, hierba de la Lucía, matapiejos, matapiojos, piejos, piejos de lobo, piojos, piojos de señorita, yerba de la Lucía, zapaticos del Señor, zapatillas de la Virgen, zapatillos de la Virgen, zapatito de la Virgen, zapatitos de la Virgen, zapatitos del Niño Jesús.[6]